# 藤塚知明
藤塚 知明（ふじつか ともあき、1737年〈元文2年〉 - 1799年〈寛政11年〉または1738年〈元文3年〉 - 1800年〈寛政12年〉）は、江戸時代中期の神職、学者である。式部を称したことから藤塚式部とも。元々は漁師の下に生まれたが、陸奥国仙台藩の鹽竈神社の神職の養子となり、その地位を継いだ。神仏習合への反発から社僧と対立して事件を起こし、幽閉された後に死去した。林子平など当時の文化人と関りがあり、いくつかの著書を残した。

## 生涯
藤塚知明は陸奥国桃生郡の大須浜に生まれた。幼名は千之助または子之助といった。父の喜惣治は漁師だった。両親が早くに死去した後、千之助は親類の手引きで魚の取引先を頼り、仙台の肴町の魚問屋である永野屋に奉公した。永野屋の主人の利右衛門は学問に通じる人物で、千之助は才を認められて仙台の祠官の山田家に身を寄せた。それが縁となり、鹽竈神社の神職だった藤塚知直の養子となり、知直の娘の順と結婚したと伝わる。
藤塚家は代々、鹽竈神社の下位の祠官だった。知直の父の高理が、一時、職を離れて名取郡藤塚浜に身を置き、その時に藤塚を名乗るようになったという。知明は1785年（天明5年）に鹽竈神社別宮三禰宜となった。この頃の鹽竈神社では、別当寺である法蓮寺の支配力が強く、社僧は神仏習合を推し進め、殿中に仏舎利を収めるなどしていた。社家はこれに強く反発し、1791年（寛政3年）になるとこの対立は仙台藩への直訴に発展した。1798年（寛政10年）に沙汰が下り、社家側の言い分が認められたが、法蓮寺を蔑ろにしたとして、知明は罪に問われた。知明はこの頃、隠居していたようだが、社家側の人間としてこの事件に大きく関わっていたらしい。この事件は、仏舎利事件や藤塚事件と言われる。沙汰の後、知明は桃生郡鹿又村梅ノ木に幽閉された。知明の身柄を預かったのは仙台藩家臣の瀬上景福で、景福は知明の学徳を慕い、数名の家臣と共に知明に師事した。知明には庵が与えられ、その生活は自由であったという。知明はここで没し、塩竈で葬られた。
現在、宮城県塩竃市のみのが丘霊園に知明の墓碑がある。

## 人物
知明は学者でもあった。生粋の学者というわけではなく、系統立った著書は残さなかったが、特に神学、古碑、古歌に関心を持っていた。また、知明は名山蔵と称される書庫を持ち、ここに万巻の書が収められていたという。知明の家には、中山高陽、高山彦九郎、蒲生君平、村井古巌などの文化人達が訪れた。同郷の人物である林子平との親交は特に厚かった。子平は『三国通覧図説』を著すが、子平の蝦夷地に対する理解には知明の影響があったとされる。
知明の著書としては、古碑を研究した『坪碑史證考』、古歌の名物を研究した『花勝見考』などがある。また、鹿又村に幽閉されていた晩年には、知明は弟子を連れて村の景勝を巡り、これを『河股八景』として残した。